# Petar Pejačević (diplomat)
Petar Pejačević, grof Virovitice (Opatija, 1908. – Buenos Aires, 1987.) bio je hrvatski diplomat.
Bio je hrvatski nacionalist, potomak ugledne obitelji Pejačevića. Nije bio ustaša. Dok je bio veleposlanik NDH u Madridu, kontaktirao je sa Saveznicima da bi Hrvatska razbila svoje sveze s Silama Osovine. Poslije je emigrirao u Argentinu. Bio je posljednji vlasnik našičkog vlastelinstva.